# Baisweil
Baisweil – miejscowość i gmina w południowych Niemczech, w kraju związkowym Bawaria, w rejencji Szwabia, w regionie Allgäu, w powiecie Ostallgäu, wchodzi w skład wspólnoty administracyjnej Eggenthal. Leży w Allgäu, około 20 km na północny zachód od Marktoberdorfu.

## Dzielnice
W skład gminy wchodzą trzy dzielnice: Baisweil, Lauchdorf i Großried.

## Demografia
| Rok  | Liczba mieszk. |
| ---- | -------------- |
| 1970 | 1 093          |
| 1987 | 1 127          |
| 2000 | 1 296          |

## Polityka
Wójtem gminy jest, w skład rady gminy wchodzi 12 osób.
|      | Bürgerblock | FWG Lauchdorf | Razem |
| 2008 | 7           | 5             | 12    |
| 2002 | 8           | 4             | 12    |